# 剣
剣（つるぎ、けん、旧字体：劍）とは、諸刃の剣身を持つ手持ちの武器、文脈によっては広義に諸刃片刃を問わず手持ちの武器。
なお、刃の両面を研ぐ刃物（断面がV字状のもの）も両刃といわれ、紛らわしいので、本項では刀身の両側に刃が付けられたものの表記は「諸刃」と統一する。

## 歴史

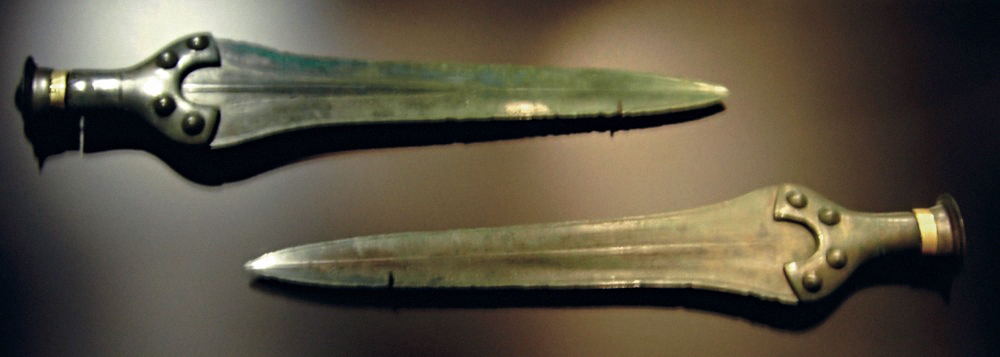
紀元前4千年紀のブロンズ製ブレイド2本 / 北ドイツのザクセン＝アンハルト州にてネブラ・ディスクと同じ出土地から産した。

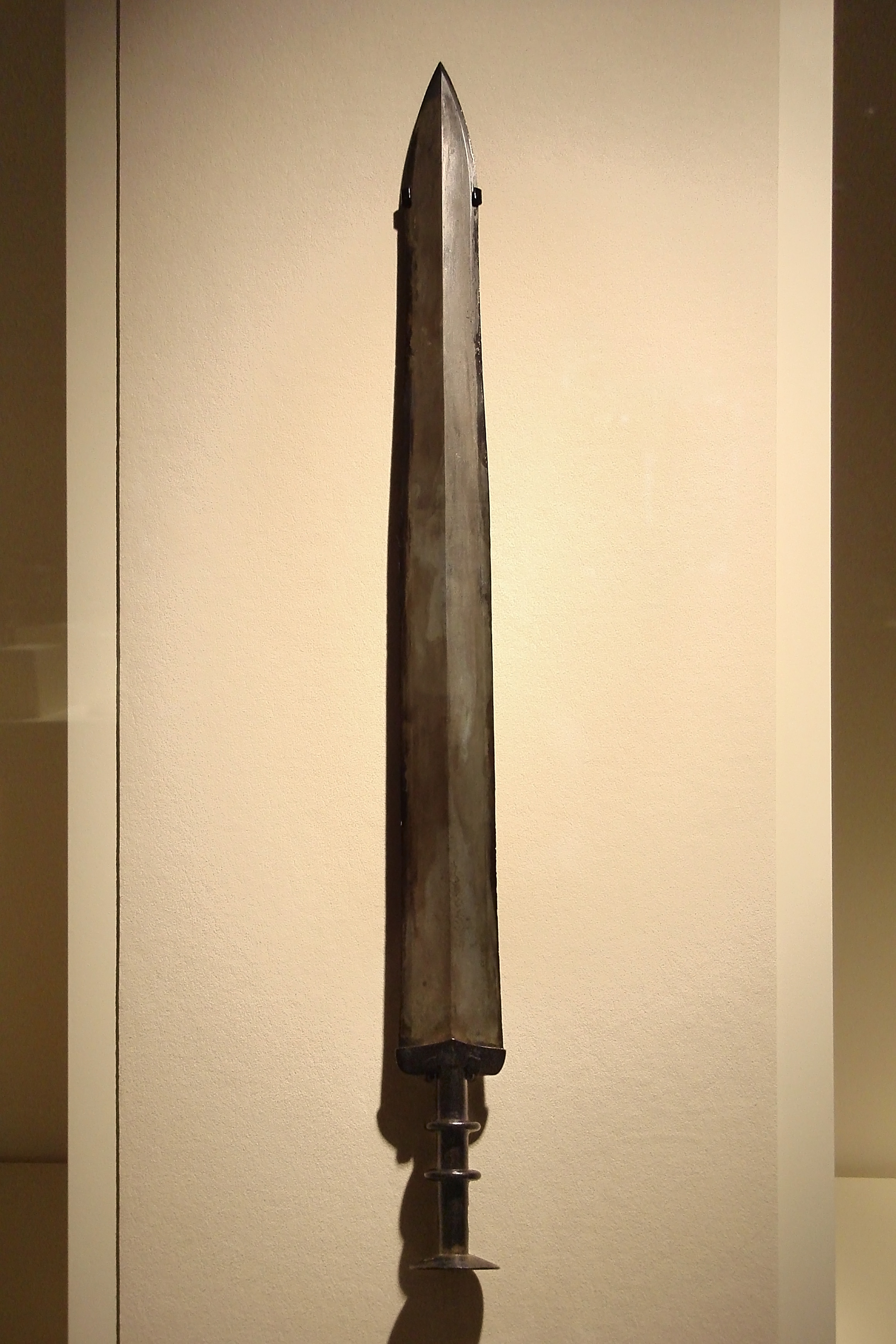
青銅剣

新石器時代のアジアやメソアメリカなどは、鋭利に磨かれた黒曜石の刃を木で作った刀身に並べて付けた細石刃を用いた剣などが存在する（マカナ）。同様に、金属の加工や入手が困難であった太平洋地域では、木製の平たい棍棒にサメの歯を並べて植えた剣が作られた。なお、純然たる木製の剣もアフリカ地方には存在している。これらも使いようによっては十分に致命的な威力をもつ武器である。
青銅器時代から金属の剣の制作が可能になった。

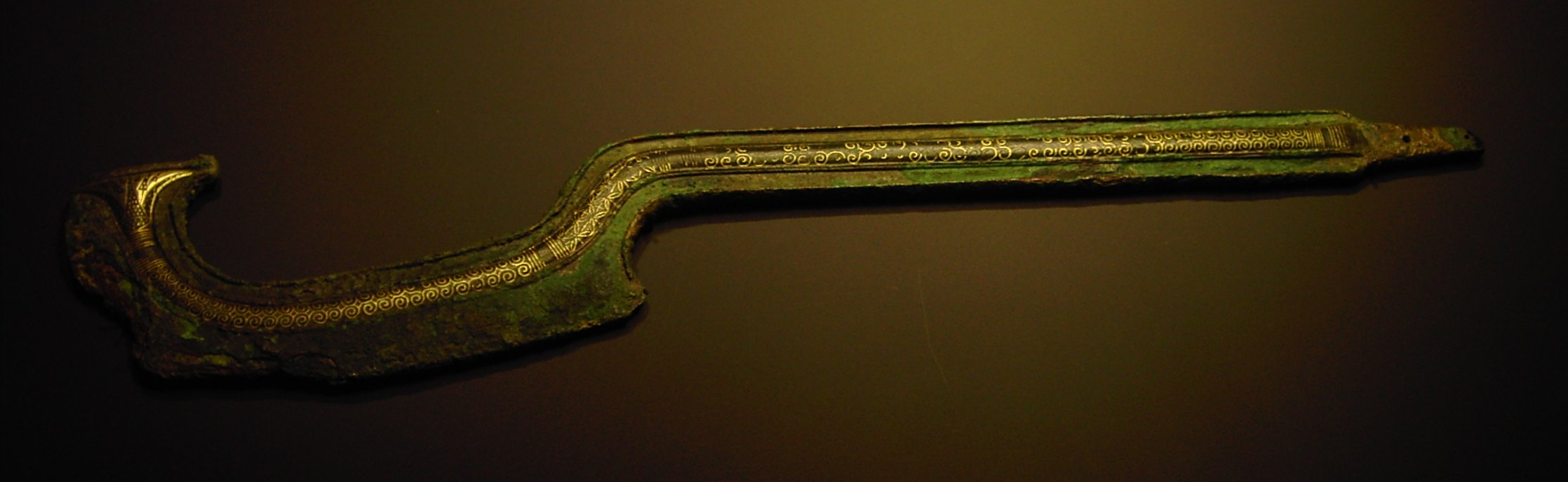
紀元前18世紀頃のエジプトの、ケペシュ / ヨルダン川西岸地区のシェチェム出土。刀身はエレクトラムの象嵌で装飾されている。

古代エジプトでは紀元前2千年紀から緩やかに彎曲した内側に刃を持つ、内刃のケペシュと呼ばれる武器が使われていた。紀元前7世紀頃からはカルタゴなどのフェニキア人が、鎌のように彎曲する弧を描いた内刃を持つハルペー（ハルパー）と呼ばれる武器を使いだした。
一部の国で鉄器時代に入ると鉄が用いられるようになり、やがて鉄を高温の炉で精錬した鋼が用いられるようになった。鉄を生産する技術はハードルが高く、日本は古墳時代まで鉄を作ることができなかった（後述）。
鉄の中でも特に硬度の高い鋼は刀剣の製造に好んで用いられた。インドで生産されたウーツ鋼は中東に輸出されて主にシリアのダマスカスで刀剣に加工され、ダマスカス鋼と呼ばれて高く評価され、日本では硬い鉄が刃金という意味で「はがね」と呼ばれるようになり、玉鋼が刀剣の製造に主に用いられた。
日本の剣の初見は日本書紀の「伊弉諾尊と十握剣」の神話である。

## 種類
狭義の剣の種類について。

### ショートソードとロングソード

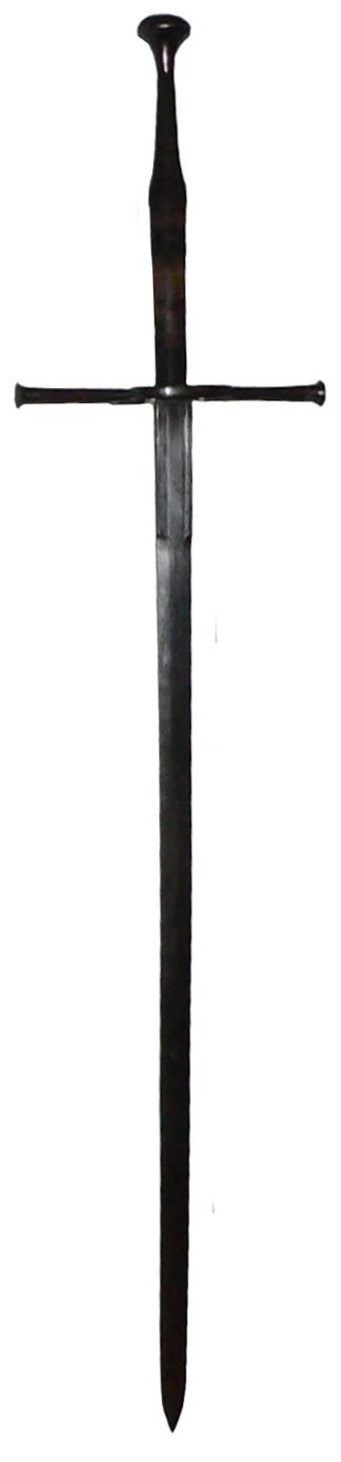
15世紀-16世紀のスイスのロングソード

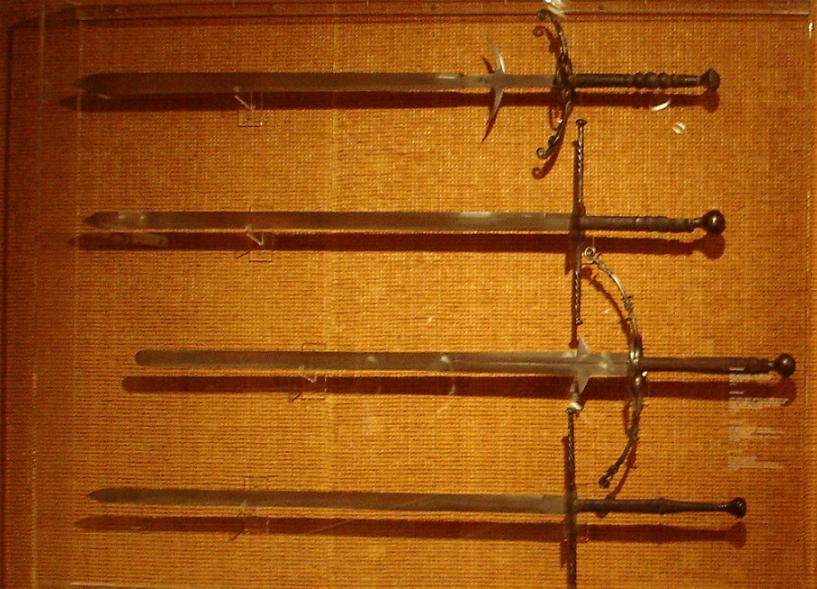
ツヴァイヘンダー

英語のショートソードは多くの場合、歩兵が用いた通常の斬撃用の剣を指し、ロングソードは騎兵が馬上からの刺突用に用いた長い剣を指す。つまり、ショートソードとロングソードは用途による剣の区別であり、そのためショートソードを短剣とするのは誤訳である。ロングソードを徒歩で使用することはなく、大型のショートソードが小型のロングソードよりも長大な刀身を持つこともありうる。

### 短剣と長剣
西洋では60 cm程度未満の場合に「ナイフ」や「ダガー」という。日本には脇差という武器が存在したため、普通の刀の半分程度の長さの刀を短剣と呼び、ナイフやダガーを短剣と訳すことも多い。短剣は高い携帯性・秘匿性から、おもな用途は護身用やサブウェポンであり、しばしば暗殺の道具としても用いられる。リーチが短いので振りが速く、咄嗟に刃を受け流すのが難しい。それ以外の使い方としては、相手の武器を受け流す盾に近い使い方をするなどが挙げられる。
- カタール (武器)
- ソードブレイカー
- ダガー
- マン・ゴーシュ
- スティレット
- ククリ
- トレンチナイフ
- クリス
- ジャンビーヤ
- カッツバルゲル
- キルパン（英語版）

- アーミングソード
- エストック
- グラディウス
- クレイモア
- グレートソード
- シャムシール
- ショートソード
- ショーテル
- スクラマサクス
- タルワール
- ツーハンデッドソード
- バスタードソード
- フォールシャン
- フランベルジュ
- ブロードソード
- ボアスピアソード
- ヤタガン
- レイピア、エペ、エスパダ・ロペラ
- スモールソード
- ロングソード
- カンダ（英語版）
- パタ

### 剣身の構造による分類
- 諸刃と片刃

諸刃のものは本項目の主題として説明している。片刃のものは刀も参照。
- 直刀と湾刀

片刃で直線のものを直刀という。曲がっているものを湾刀または曲刀という。
- 剣身の断面が四角のもの
  - フェンシングの剣はとても細く、断面は四角形である[3]。

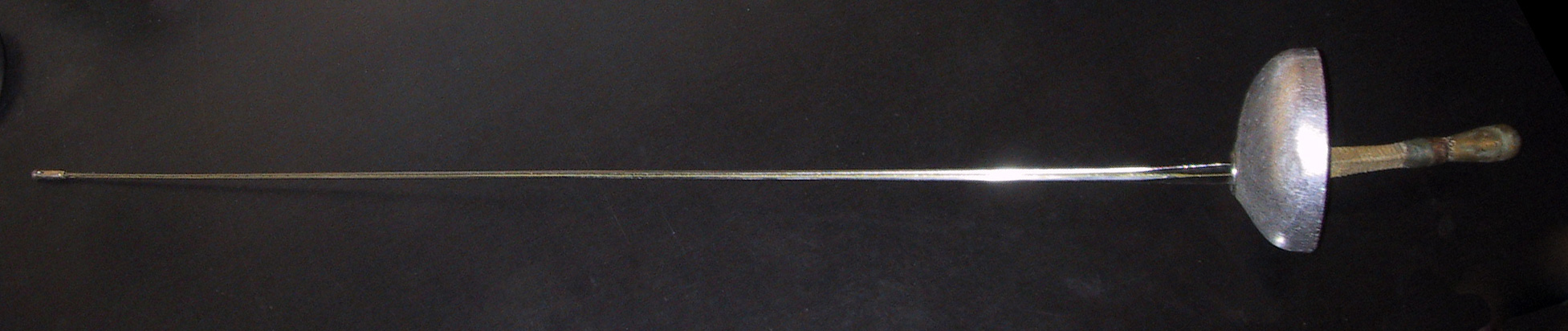
フェンシングで使うエペ

フェンシングの剣は頻繁に曲げるものであり、試合中に簡単に折れて怪我などしないように、マルエージング鋼といわれる強度が非常に高く、航空機、ロケット、ミサイルや人工衛星などの宇宙開発用機器にも使用される素材で作られており、ニッケルやモリブデン、チタンなど高価な素材が含有されている貴重な鋼材で作られている。この鋼材でも、フェンシングの練習で使いつづけると1か月 - 6か月程度で折れる。

### 国名をつけた分類
- 中国剣
- 日本刀

### その他
- マノープル（ドイツ語版）
- 日本の「つるぎ」→ en:Tsurugi (sword)

## 使用法と構造

ヨーロッパの剣

史実的には刃物としてではなく質量を生かして鈍器として用いられるか刺突の機能が期待されるとの印象が大きいが、現代に伝わる西洋剣術の指南書を見る限り、斬撃用途も十分に考慮されていた。基本的に損耗しやすい刃の研磨加工は重要視されなかったが、両手持ちの大型の剣の場合、あえて鍔元に研磨しない箇所を設けることで剣身を握れるようにし、武器としての用途を増やすなどの工夫がなされることもある（例：ツヴァイヘンダー）。また素手で剣身を握り込んで扱う技法（ハーフソード）も存在したが、剣身の握り方は失伝してしまっている。
剣には対象に対し、斬撃と刺突と打撃を行う機能を持つものが多い。「スライス」という剣の刃が敵の体に接触している状態から、剣を押し付けながら押したり引いたりして相手を切り裂く用法も考慮されている。
近世になると火器の発達により、軽装化が進んだためにサーベルなど斬る効果が重視された。
諸刃かつ、貫き通す機能を重視しているため、基本的に剣先からグリップまでが真っ直ぐな形状となっていることが多い。また剣の中には血抜き溝（日本刀でいうところの樋・「血溝」は俗称）が施されているものがある。これは刀身に沿って溝が穿たれ、軽量化に役立った一方で、相手を刺した際に武器が抜けなくなることを予防するため、血を抜き圧力を下げる一方で引き抜く際に切断面と剣との隙間に空気が入ることで武器を抜きやすくする機能を持つ、この様な構造を持つ物は槍や斧等にも見られる。
ほとんどの中世以降の西洋の剣は、振る際に生じる遠心力による負担と隙を軽減するため、その重心を持ち手の近くに収めることが念頭に置かれている。(具体的には鍔から約10cm離れた刀身部にあることが多かった)。
そのため刀身はできるだけ薄く細く、柄側には刃部全体と釣り合うだけの重量を持たせていることが多い。時に使用者はその特性を利用して柄頭で打撃を加えたり、刃の部分を持って鍔を嘴として攻撃することもある。また、耐久面への配慮として刀身の柔軟性が重視されており、質のいいものは刀身を90度曲げても元に戻る。諸刃で直剣の西洋剣は片刃で曲刀の日本刀とよく比較されるが、前述からも分かる通り用途や製作理念が異なるため安易な比較をするべきではない。
形状も用途も様々で突いたり、払ったりできるため、最も近い原型である斧よりも用途が広く、はっきり分類しにくい面もある。また、短剣よりも長く、隠し持つのが難しいことから多くの文化圏で名誉ある武器とみなされてきた。刀剣類は最も、広範囲に使用されている武器の一つである。
刀剣の利点はサブウェポンの中では斧や打撃武器よりもリーチが長いこと、軽装の敵に対して殺傷力が高いこと、携帯性が高いこと、重心が手元に近いため動作が機敏で扱いやすいこと、斧や打撃武器に比べると扱うのに腕力と体力を要さないことがあげられる。
逆に欠点を言えば、高価であること、鎧に対して効果が低いこと、耐久性が低いこと、扱うのに技術を要することがあげられる。
ちなみに斬撃は刺突に比べ、殺傷力が低いがストッピングパワーが高い、
刺突は斬撃に比べ、殺傷力が高いがストッピングパワーが低いという特徴がある。

## 戦争での剣の位置づけ

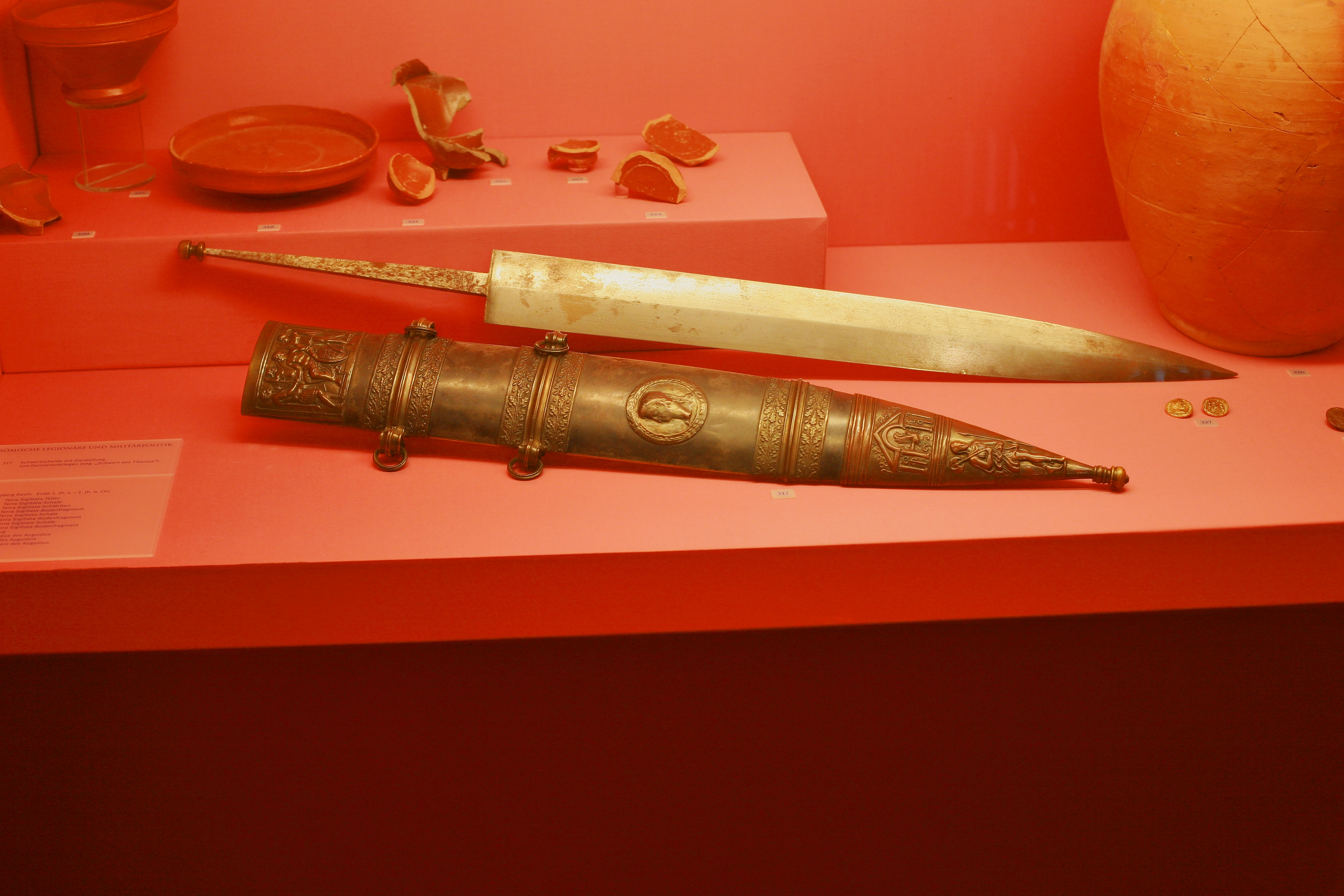
グラディウスの刀身とその鞘 / 紀元前4世紀から紀元後の3世紀のもの。博物館展示物。

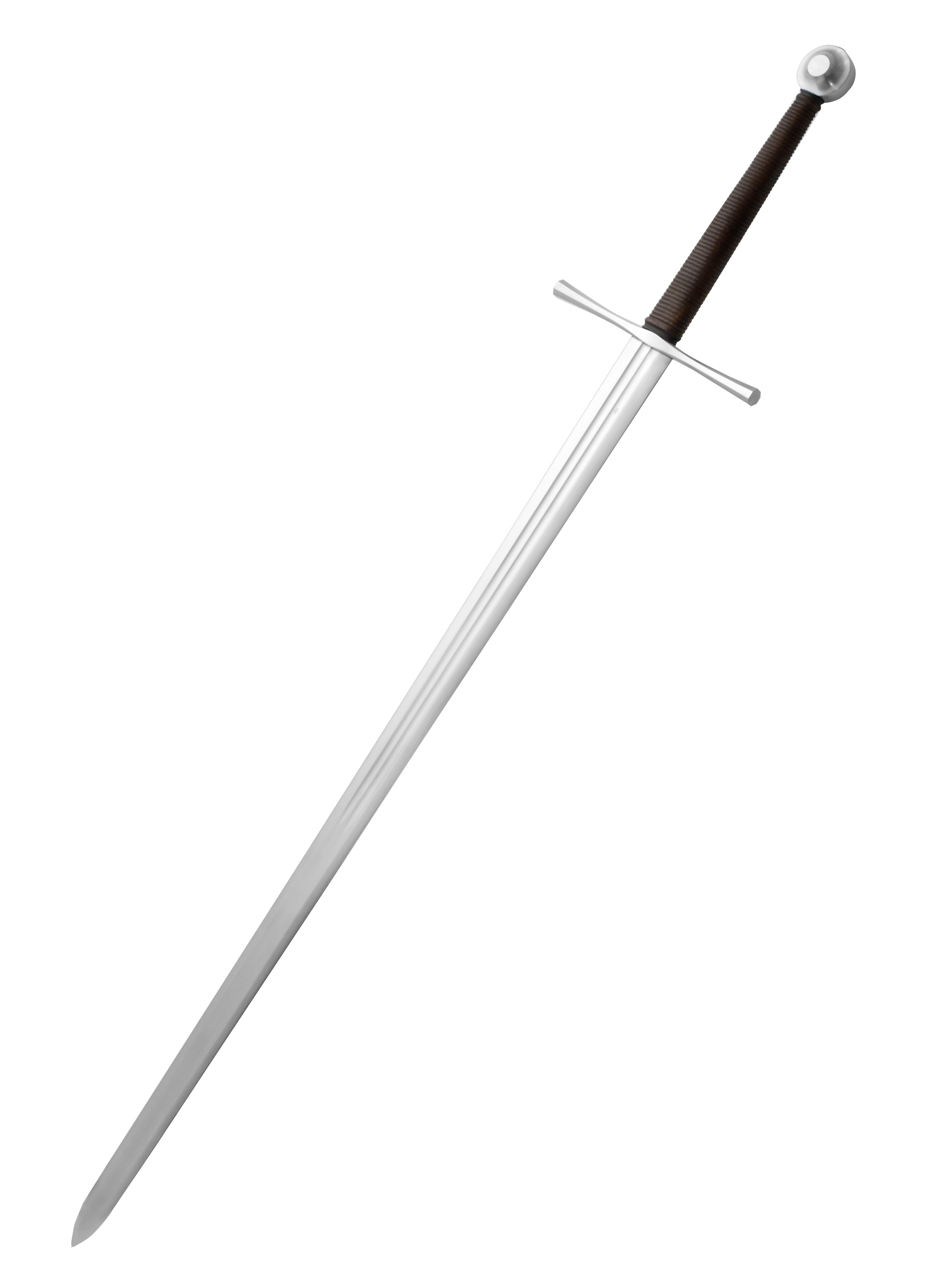
中世ヨーロッパにおける両刃の剣（そのレプリカ）

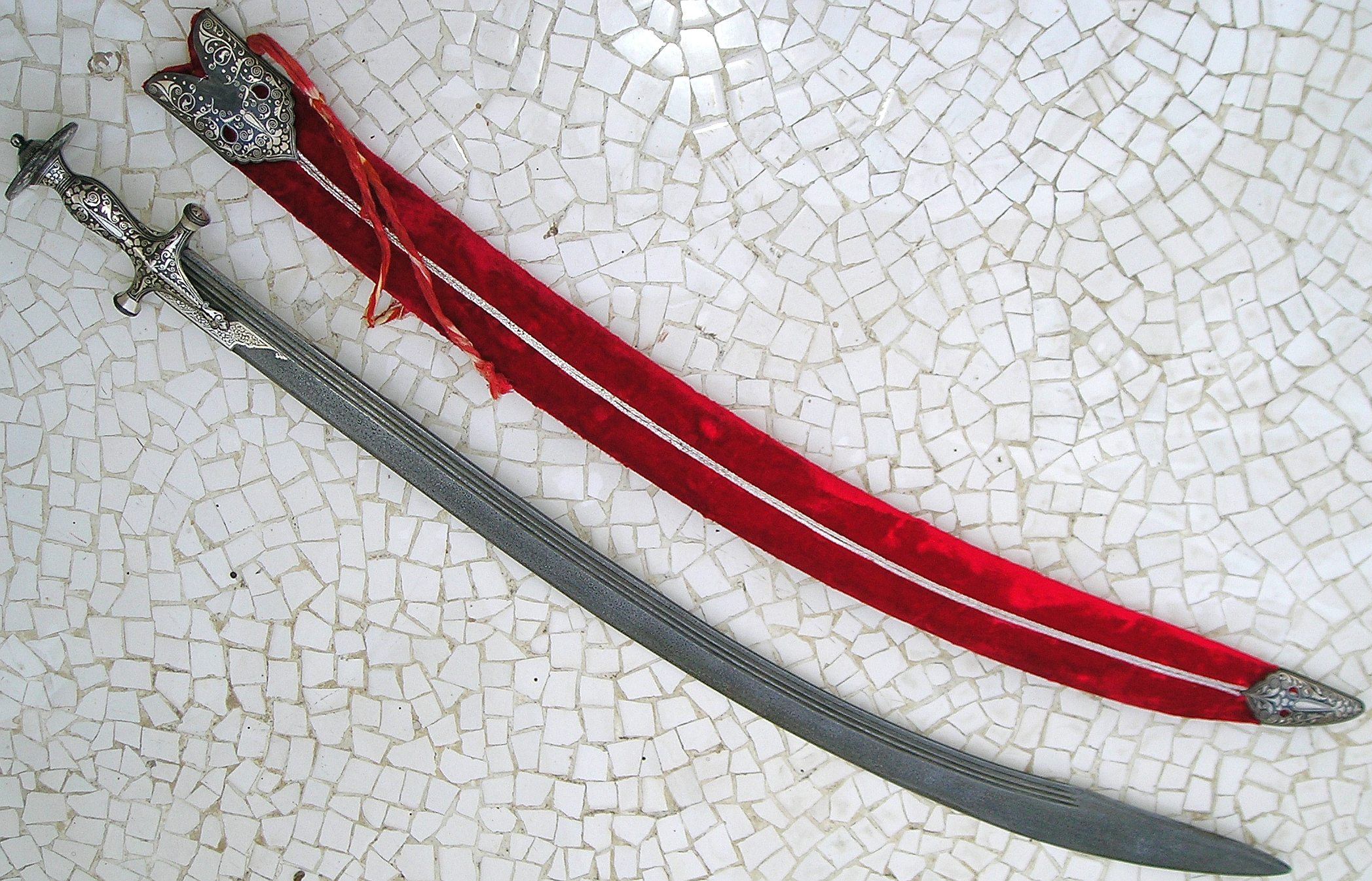
インドのタルワール / 1806年のもの。

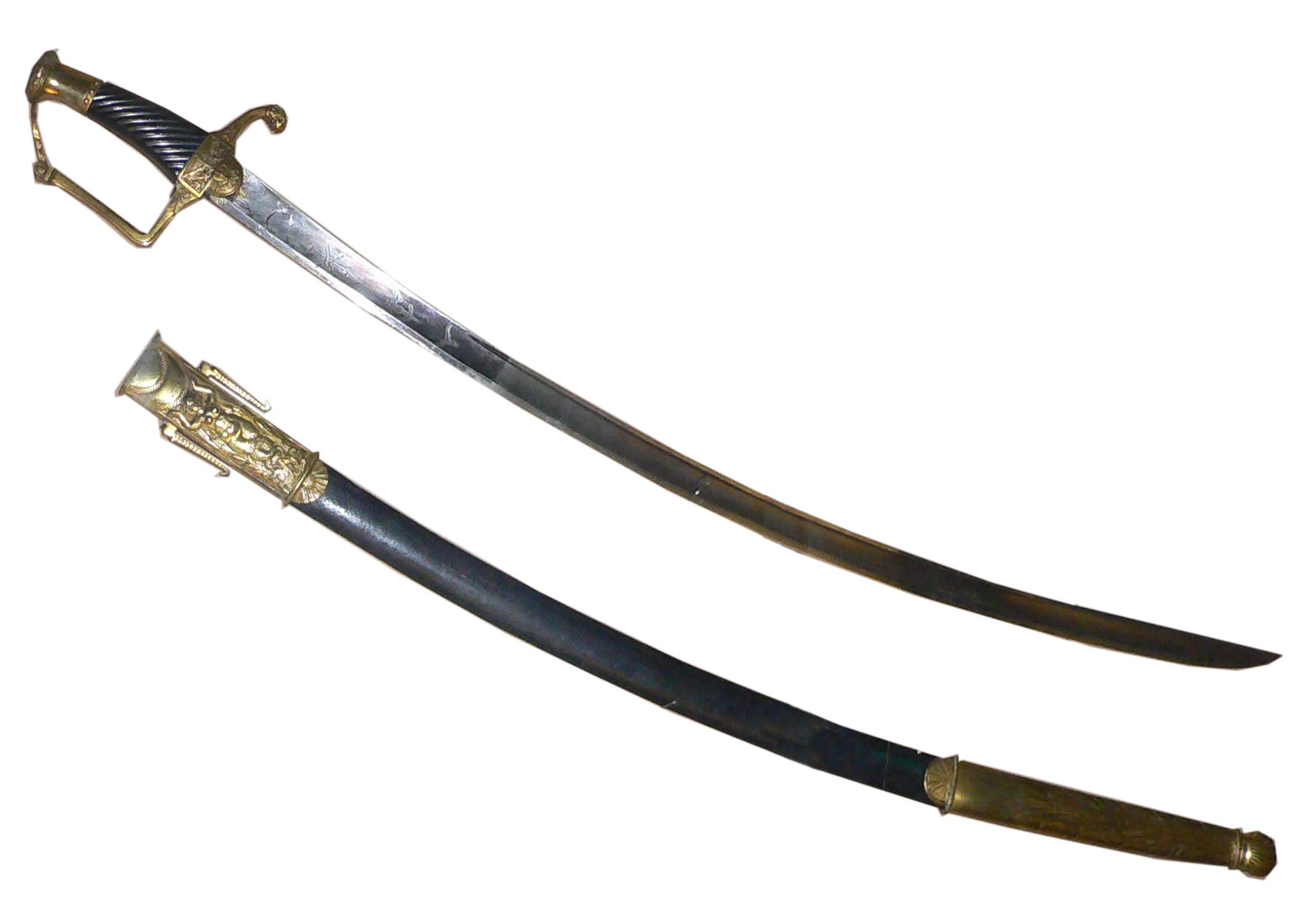
19世紀フランス海軍の将校用サーベル

剣による戦闘（白兵戦）では、相手も剣を備えて攻撃に用いるため、これを防ぐ防具としての側面があり、この戦闘で手を守る機能を備える剣も多い。剣は個人対個人が戦う上では、基本的な装備の1つとなる。しかし、刀剣類のうちでも両手剣は扱いに腕力と技術を必要とした。白兵戦のうちでも携帯性に優れた刀剣は主に他の武器の補助として使い、相手に対し距離を置いて対処できる槍や弓矢などが使えず、槍などの長柄武器が壊れた際の護身用や敵味方が入り乱れる長柄武器が使いづらい乱戦で槍などを捨てて護身用に利用された。しかし、世界的に見てあまり一般的ではなかったとされるものの刀剣を主武器とする兵科はあった。
前近代の戦争において槍や弓を主武器とする場合も、刀剣を帯び、乱戦になってそれを抜いて戦うことはよくある光景であった。
古代においては、古王国、中王国時代のエジプト人、古代ギリシア人は剣を完全な補助武器とみなしていたが、ローマ人とケルト人は剣を武器として重要視していた。新王国時代になってからエジプト人は剣と兜と鎧を重視するようになった。サブウェポンとしても、ギリシア人は斧や棍棒といった武器を蛮族視しているのみならず、その後のヨーロッパのファランクスなどの槍を中心とした密集隊形の中ではそれらの武器が使いづらかったことから剣の方が主流であったローマ人も斧や棍棒を蛮族視しており、ローマの密集隊形では槍や長剣といった長い武器が乱戦で使いづらかったがために小振りな剣であるグラディウスが主力武器であった。
白兵戦を好む中世の騎士の戦いにおいては乱戦になることがほとんどであり、その場合の武器は槍やランスではなく、剣や斧、メイスなどであった。
こと中世から近世の戦争で、一般から招集される民兵は補助的武器のものであり、歩兵はまず槍を基本的な戦闘単位として考え、これらの補助として剣を装備していた。ただ人類の歴史で、有史以降いずれの国家でも戦争に対する備えとして平時より生産と保有が行われたことから、弓や斧に比べ扱い易い剣にも一定の信頼が保たれていたことがうかがえる。
日本では打刀の原型・初見は12世紀初頭から見られ、当時は短く「刺刀（さすが）」とも呼ばれていた。南北朝時代に長大な刀剣が流行するに従い、刺刀も大型化し打刀や脇差になったとされる。
南北朝時代あたりまでは短刀と同じく平造りが主流であったが、それ以降は太刀と同じ鎬造りとなる。刃渡りは室町時代前半までは約40cmから50cmであり、室町時代後半からは60cm以上の長寸のものが現れだした。それと同時に打刀と短めの打刀（脇差）の同時携帯が身分・階層問わず流行し、帯刀が身分不問で成人男子の象徴になっていった。
ただし、戦国時代に代表される乱世の頃の剣と、後世や平時での護身用の剣との間には明確な隔たりが存在する。前者は切れ味よりも耐久性が求められ、鈍器として使い、日常的に持ち歩きはしないので、肉厚で重量のある剣が利用され、装飾も少なかった。後世の剣は一人ないし数人を傷付けひるませたり撃退することができれば用を成したので薄く軽量になり、装飾性が増した。
西欧でもショートソードのような歩兵装備としての剣や扱いに技能を必要とするツーハンデッドソード（双手剣）などが戦争に使われた。大半の歩兵用の剣は扱いやすいものであったが、両手剣の使用には腕力と技術を要した。しかし、火器の発達と共に戦場での活躍は少なくなってゆき、次第に装飾的、象徴的な用途で扱うのみになっていった。同時に実用的な剣術も多くの指南書を残しながらも人々の記憶から消えていった。中世暗黒時代の間、剣は重要な武器であり、北欧では特にその傾向が強かった。暗黒時代のアングロサクソン人やフランク人にとって剣と鎖帷子は高価で富裕な者にしか手に入らない武装であり、一般の兵士は槍や斧、スクラマサクスという鉈などで代用していた。だが、ヴァイキングにとっては剣と鎖帷子は広く普及していた。10～15世紀の中世盛期後期ヨーロッパにおいては鎧の発達により、剣や槍ではダメージを与えづらくなり、メイスなどの打撃武器の需要が高まっていった。それでも10～12世紀の鎖帷子を主な防具とした時代ならば剣で斬れなくとも叩き付けることによりかなりの打撲傷を負わせられたが、13世紀以降は板金鎧の発達により、剣などの斬撃もメイスなどの打撃も重装甲の敵にはほとんど通用しなくなり、ダガーなどによる刺突が有効となったが、軽装備の敵には打撃と刺突が有効で、鎧なしの敵には斬撃も打撃も刺突も有効だった。剣は武器として優れていたが、当時の鉄や特に鋼鉄が希少価値を持っていたがために中々手に入らない武器でもあった。中世の鋳造技術は低かったために、戦いに参加すれば剣は簡単に折れてしまい、当時作られた剣で現代に完全な形で残っている物がほとんどないのは、使っているうちに折れてしまい、短剣として作り直されたからであり、ダガーと呼ばれる先の尖った両刃短剣が普及したのもこの頃である。騎士は14世紀になるまでは短剣をあまり使用しなかったが、全身板金鎧の普及に伴い、鎧の隙間から突き刺すために多用するようになった。騎士はメイスを非常によく使用したが、頑丈な甲冑を着ている敵に衝撃で中身にダメージを与えられるメイスは、なまくらな剣よりもよほど役にたった。剣は鎧にそれほど効果がないが、携帯性が高く、身分の象徴となるため、予備の武器や飾りとして馬上の騎士に携帯されていた。また、騎士にも多々使われたが、安価なファルシオンやメッサーといった鉈は兵士には特に好まれていた。貫通力の高い細長い槍身を持った短槍アールシェピースや同じく貫通力の高いロングソードの一種であるエストックも鎧の隙間を貫くために中世ではかなり一般的であった。中世の剣は重く鈍器に近いものであったとよく言われるが、剣というよりも武器全般ができる限り軽量に作られていた。それは戦闘で重い武器は態勢が立て直しにくく、不利になり、疲れやすくなるので軽量の武器が好まれ、多く作られた。しかし、それでも中世西欧の直剣は中世の東欧や北アフリカや東洋の湾曲した曲剣よりは重く、敵を鎧もろとも叩き斬ったり、殴って衝撃を与えて降伏させることができ、斧やメイスなどの打撃武器の方が効果的ではあったが、直剣もまた騎士や騎兵に好んで使用される武器の一つではあった。それに対し、イスラム教徒などが好んだ直剣よりも軽い曲剣は鎖帷子の騎士より防備の軽い兵士など軽装備の敵を素早く攻撃するのに適していた。インドからアフリカは熱いため、鎧があまり発達しなかった面もあり、切れ味の鋭い曲刀が多い。中東では防具の重装化が速かったために古代から斧とメイスとウォーピックが好まれたが、中世の中東の兵は騎士の重い鎖帷子よりも軽い鎖帷子で武装した軽騎兵と重騎兵が中心となっていた。中世の騎士や兵士にとって剣は主に補助武器として重要であった。鎖帷子ならばジャストミートすれば剣で断ち切ることはでき、刃こぼれすれば今度は殴り倒すこととなった。時代が進むにつれ、剣が一般的なサブウェポンとなっていったが、冶金術の進歩により、長い剣身を長持ちさせることは難しいことではなくなり、同時に高価でもなくなっていき、万能ではないが、持ち運びのしやすさを考えれば申し分のない武器となった。
剣は板金鎧の時代には主に軽装の弓兵に斬りつけるのに用いられたが、全身装甲の騎士に対しても脇の下がむき出しになっていたり、面頬が上がっている場合には剣の切っ先も有効であった。はっきり増えたのはメイスやハンマーといった打撃武器、そして力のこもった一撃を与えるために両手で振るえる長柄斧といった長柄武器であった。
しかし、鎖帷子の上にコートオブプレートを着込んだスタイル、およびプレートアーマーの重装備には斬撃だけではなく、打撃もほぼ通用せず、刺突が有効だとする説もある。
また、片手剣とバックラーのコンビは、中世で最も一般的な武装だったという説もある。戦場では多くの一般兵が剣とバックラーを装備していたし、平時でも若者が剣とバックラーを装備して歩き回り、血の気の多いグループが喧嘩で斬り合う事はよくある光景だった。このため、剣とバックラー（に代表される武術）は、しばしば施政者から治安悪化の原因と見なされ、武術を教える道場や教室は法律で厳しく統制されたほどである。
14～15世紀には剣術は人々の生活にごく普通に溶け込んでいた。
16世紀前半の歩兵と騎兵は火器が多く使われるようになっても部分的な鎧をまだ使用しており、とても重く高価で銃弾にも耐えられる鎧を用意できたのはほとんどが騎兵であった。またこの時期の歩兵にとっての主な脅威は火縄銃ではなく矛と刀剣類であった。16世紀後半になると主な脅威は剣などよりも銃になるが、近世になっても騎兵にとっては剣は相変わらず重要な武器であった。レイピアはどちらかといえば決闘で多く利用されたが、戦場でも利用された。16～17世紀に火器の発達により防備が軽装化し、動作の機敏なレイピアのような軽量の刀剣が求められた。
16世紀には刀剣も弓もパイクも初期の火器からその地位を脅かされており、16世紀後半にはクロスボウは戦場から姿をほぼ消す。
17世紀以降、パイクや銃器による密集方陣に騎兵槍で突撃をしても効果を得られなくなった事や短銃と剣を武器とする騎兵のコストパフォーマンスの良さ、ドイツのピストル騎兵（ライター）が槍の間合いの外から銃で槍騎兵を倒した事により、ヨーロッパではポーランドやハンガリーといった東欧を除いて騎兵が槍を使うことが減り、主に銃器と刀剣類、そして斧や打撃武器を使用するようになっていった。短銃騎兵の射撃で歩兵の戦列に突破口を開け、そこに槍騎兵が突っ込む形で活躍していたにもかかわらずである。短銃騎兵が射撃で歩兵の戦列を崩した後に抜剣突撃する光景はヨーロッパ中の戦場で見られるようになり、恐れられた。近世末期には斬るのにも刺すのにも効果が高いサーベルが台頭し、18世紀の騎兵の主力武器となり、拳銃が登場して以降も長らく人々の腰に吊られていた。18世紀では騎兵にとって刀剣は攻撃と防御に最も効果的な武器であり、騎兵の銃器は防御用の補助的な武器であった。しかし、ナポレオン戦争において再び騎兵槍が復活し、胸甲騎兵やカラビニエや各種親衛隊騎兵などの重騎兵にはほとんどの場合は敗北したものの、軽騎兵や竜騎兵などの中騎兵の場合には多くの場合勝利し、歩兵の銃剣よりも長い騎兵槍で方陣をも突き崩す場合があり、槍騎兵は恐ろしい威力を発揮した。
ナポレオン戦争は刀剣が大規模に活躍した史上最後の戦争である。ナポレオン戦争の終わりごろ、騎兵は全ての大国の軍隊にとって不可欠な兵科であり、その状況は19世紀を通して変わらなかったが、特に19世紀半ばから後半の火器の発達にともない、戦場における騎兵の重要性は減少していった。それでも騎兵の刀剣は第一次世界大戦までは重要な働きをしており、騎兵槍も流行が第一次世界大戦まで続いた。北米の平原インディアンも馬が渡米してから、槍を使うようになった。
世界的に見て、一般的ではなかったと言われるが、中には刀剣を主力武器とした兵科や重視した兵科もある。
古代エジプト新王国のナフトゥ・アアという急襲部隊は槍の投擲で隊列を乱した敵にケペシュという鉈や両手持ちの槌斧で接近戦を挑んだ。
海の民の一派であるシェルデン人（サルデーニャの民）は歴史上最初の剣と盾による戦いを専門とした部族であった。
共和政初期から帝政中期までのローマ軍では投槍ピルムとやや短めの剣グラディウスと大盾スクトゥムを主力である歩兵の主力武器とした。
ケルト人は歩兵、騎兵、戦車兵がいたが、弓兵や投石兵以外にも槍兵（槍と盾を主力武器とし、剣をサブウェポンとして携帯する兵士）や剣士（剣と盾を主力武器とする兵士）、「ガエサタエ」と呼ばれる槍や投げ槍を武器とする若い戦士たちの傭兵集団がいた。
カルタゴ軍に傭兵として雇われたケルト人やイベリア人はソッリフェッルムという投げ槍を投擲した後にファルカタという刀剣と盾で攻撃した。
古代ゲルマン人は時期によって重視する武器が異なり、紀元前7世紀には青銅と鉄製の剣、独自の鉄製の槍と斧を使い、紀元前5世紀初頭には剣の重要性に短い片刃のナイフが取って代わり、多くの戦士は槍と盾の類を装備し、投げ槍も使われたが、東のゲルマン領では斧の方が多く使われ、紀元前5世紀後半にはゲルマン人は剣をほとんど使っておらず、多くの戦士は地域色のある様々な類の槍、盾、短剣を装備、紀元前3世紀～2世紀には武器にははっきりした変化がないが、総じて武器が軽く、鉄の利用が少ない、鉄不足の社会であり、1世紀になるとゲルマン人戦士は10人に1人が剣士であり、2世紀にはローマとゲルマンの装備が多くの地域で併用され始め、ローマのグラディウス型の剣、斧、特に投げ斧が使われるようになり、3世紀には剣士の数はおそらく戦士4人に1人くらいの割合であり、ローマのスパタ型の剣（ローマ騎兵が用いた長い剣）が他の剣と共にますますゲルマン人の手に渡るようになり、そのほかに盾、槍、逆棘付き投げ槍、短剣が使われ、4世紀には盾が使われた様子がほとんどなく、この時期には槍、投げ斧、ときに剣が使われた。
ダキア人にとって槍と投げ槍は広く普及しており、そのほかに独特な型の重い戦斧、重い棍棒、剣、弓で戦ったが、最もローマ軍を苦しめたのは鎌状の両手剣ファルクスであった。
パルティア人はカタフラクト、重装騎兵、弓騎兵といった多種多様な騎兵がおり、槍や弓を好むが、馬上にあっても恐るべき剣の使い手であり、矢の雨で消耗させた後の騎兵突撃のために矢筒に剣を入れている。メイスや戦斧も用いた。
ヴァイキングが好んだ武器には斧や槍のほかに剣もある。初期のヴァイキング軍団は剣や高価な武具を持つ少数のエリート戦士と粗末な槍や斧を持つ貧しい農民からなると考えられていたが、2008年、サーレマー島の町サルメで8世紀のヴァイキングの骨と剣が発掘されたが、剣の数は人骨の数よりも多かった。
中世ヨーロッパの騎士やメンアットアームズは馬上では槍やランスを主な武器としたが、落馬した際や下馬した際は剣や斧やメイスと盾で武装し、高い戦闘力を発揮した。
中世後期になり、防具が発達してからは、下馬した際に両手剣や両手斧、リーチの長い槍、ポールアックスやポールハンマー（長柄のウォーハンマー）といった両手持ちの威力の高い武器で武装した。中でもポールアックスとポールハンマーが最も好まれた。
中世ヨーロッパや中世中東の歩兵の中には盾と槍だけではなく、盾と剣や手斧などの短い武器で武装した兵士もいた。
スイス傭兵やランツクネヒトの倍給兵の中には両手剣で武装するものもいて、敵のパイクやハルバードなどの長柄武器を叩き斬ったり、それを持った兵を直接斬りつけ、時には味方の槍兵に突進してきた重装騎兵を側面から攻め、馬から叩き落とした。
スコットランドのハイランド地方とローランド地方では盾と剣やクレイモアという両手剣が使われた。ハイランダーはクレイモアと両手斧でもって圧倒的な破壊力で敵陣に切り込んだ。クレイモアは敵の騎馬の足を叩き斬って派手に落馬させるのにも使われた。
アイルランドの傭兵ギャロウグラース(gallowglass)は両手剣やスパース(sparth, IPA:/spɑːθ/))といった威力の高い武器を好んだ。
近世スペインにはロデレロというレイピアとラウンドシールドを主力武器とする歩兵がいた。パイクが使われるようになってもロデレロは維持され、その仕事は敵味方のパイク兵同士が突き合う中でパイクの下をくぐって敵に近づき刺すことであった。スペイン軍と交戦したフランス軍がロデレロを大いに憎み、罵ったほかに、南米征服にも導入された。銃兵と騎兵と鉄製の剣を装備したロデレロと鉄製の長槍で武装したパイク兵で構成されたスペイン軍に南米の軍隊は蹂躙された。
17世紀からナポレオン時代終結にかけての東欧を除くヨーロッパの騎兵は刀剣、特にサーベルを主な武器とした。特にナポレオン時代のフランスの胸甲騎兵はその時代の最強の騎兵として恐れられた。
レイターという騎兵の武装は重装甲騎兵よりも遙かに軽量であり、彼等は足の速い馬に騎乗して刀剣と短銃を用いた。その運動性によってしばしばフランス軍のジャンダルムを討ち破った。彼等は近代騎兵の一形式であったと言える。
アルゴレットはルイ十二世によって創設したと言われる散開隊形で戦う軽騎兵の兵団でその主な武器は刀剣と戦鎚、弩弓であるが、後年になると歯輪式アルケブス銃を手にするようになった。
近世の胸甲騎兵は、ドイツ人のレイターによく似ている別の形式の騎兵である。槍騎兵に適した軍馬の調達ができず、加えて騎兵槍の攻撃には開けた地形と硬い地面が必要であり、ネーデルラントでの戦に騎兵槍は適していないとされ、軍から排除された。胸甲騎兵は軽量化された甲冑と短銃、斬るにも刺すにも適した刀剣とで武装した騎兵戦力だった。スペイン軍の槍騎兵隊の突撃に対しては、まず短銃を発射し、それから敵の側面より刀剣で襲い掛かり、この戦法はおおむね成功した。彼等は非常に有用な戦力であり、数々の勝利に大いに貢献した。この形式の騎兵たちは僅かな改善を施されながらヨーロッパのほとんどの軍でこれ以降現代まで運用されているが、現代では刀剣が武器として一番の地位にあるとされ、短銃は副兵装となっている
近世オスマン帝国軍騎兵は高い評判を獲得しており、彼等は軽騎兵であり、主に曲刀のクルチかシャムシールを頼みとした。弓矢の技は刀と同じくらい巧みであった。騎兵槍は時々、使われたが、乱戦に適していない為にあまり好まれなかった。
中国の南部および東南部では、山岳や植物が繁茂している地域、湖沼や河が多く、刀剣が戦闘用としても、伐採用や船上での工具としても重要視された。

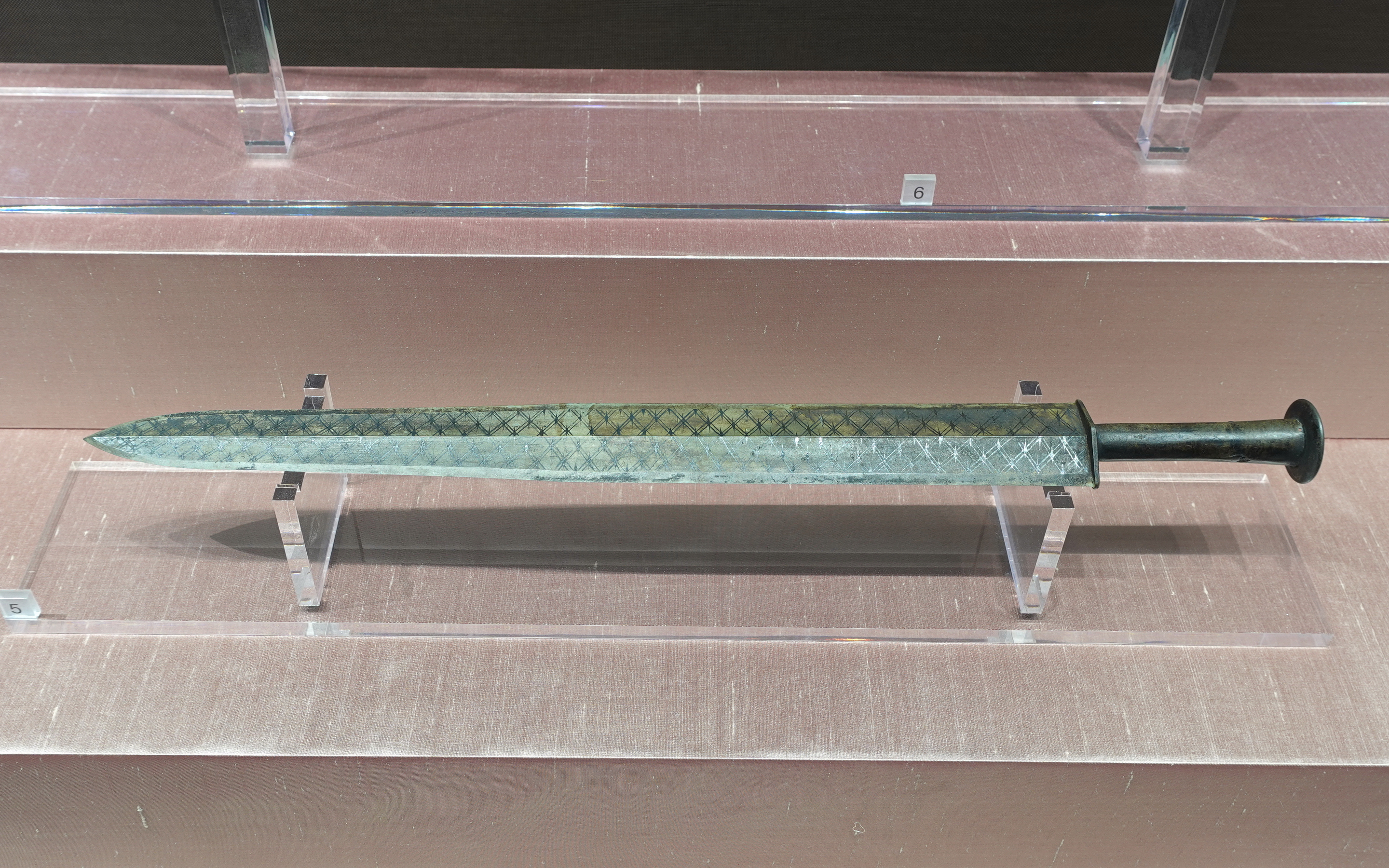
春秋菱形暗格纹剑

中国の春秋戦国時代に主兵科が戦車から歩兵に変わると双手剣という両手剣を用いる兵士が発生した。また、その時代以降、中国の多くの時代で剣と盾、もしくは刀と盾の武術は長柄武器や飛び道具を制するうえで重要な役割を果たした。戦国時代の剣と盾の兵士。漢代の刀と盾の兵士。三国時代の呉の精鋭である丹陽青巾兵が、刀と盾で戦っている。魏晋南北朝時代の刀と盾の兵士。草原では金属製品が貴重なので初期のモンゴル人は刀剣類をあまり使用せず、槍を比較的よく使っていたが、槍などの長兵器を使う事が比較的少なく、弓と短兵器を多用したという説がある。剣、斧、刀、錘、棒、鎌といった短兵器を多用した。
モンゴル軍は弓を主に扱う軽騎兵が主力だが、重騎兵は突き槍以外に日本刀に似た大型の刀をメインウェポンとすることもあった。サブウェポンは剣、斧、刀、錘、棒、鎌である。
明軍の歩兵や騎兵の中には倭刀（日本刀、もしくは日本刀様式の中国刀）を鳥銃（火縄銃）など他の武具と併用して主力武器とする兵科もいた。騎兵が接近してくれば、鳥銃を装備した歩兵は長刀と呼ばれる野太刀タイプの倭刀で馬の足を薙ぎ払った。また、盾を持って戦う兵士と弓矢を使う兵士と騎兵が腰刀という通常の大きさの倭刀を装備していた。
清代には大刀という薙刀状の武器や短兵器の刀のほかに両手で用いる朴刀という刀や各種の長刀（野太刀状の武器であり、ものによっては片手でも扱える）が存在した。大刀も短兵器の刀も朴刀も長刀もそれぞれ種類が多く（もっとも、宋代以降は長柄武器も刀剣類も打撃武器も多様化していったが）、刀は清代において最も重視される白兵武器であった。
中国では基本的に片手だけで扱う単剣術を使う。両手に同じ大きさの剣を持つのは双手剣として分けられる。
日本で古墳時代まで鉄を作る技術がなかったため、その頃までの剣は中国大陸や朝鮮半島からの輸入品と考えられる。古墳時代まで、日本でも直刀（反りが無くまっすぐな剣）が主流で、これは上古刀と呼ばれる（この直刀の上古刀をもとにして、平安期に、そりのある日本刀が生み出されることになった。後述）　弥生時代後期と古墳時代後期の歩兵は盾と鉄大刀を主力武器とした。
南北朝時代から室町時代（戦国時代除く）にかけては、太刀、大太刀、長巻、中巻といった日本刀が騎射技術を失った武士達（打物騎兵）の薙刀・槍・鉞・棒・金砕棒と並ぶ主力武器として利用された。平安時代には騎射戦が武士の主戦法であり、平安時代終わりから鎌倉時代にかけては騎射戦が主流でありつつも、太刀、薙刀などの刀剣の使用が目立ち始め、戦闘は最終的に短刀を使う組打ちになる事が多くなり、南北朝時代には騎射戦が全く廃れた訳ではないものの武士は乗馬、下馬に関わらず主に刀剣で戦うようになり、弓兵は歩兵の武器となり、室町時代は南北朝時代に起こった戦法の変化を受け継ぎつつ、戦国時代以降は長柄、弓、鉄砲といった長射程の武器を足軽部隊に使わせつつ、槍と打刀で武装した武士が敵陣を切り崩す戦法が確立し、武士は下馬して戦う事が増えたが、場合により乗馬しても戦った。

## 日本の剣と刀

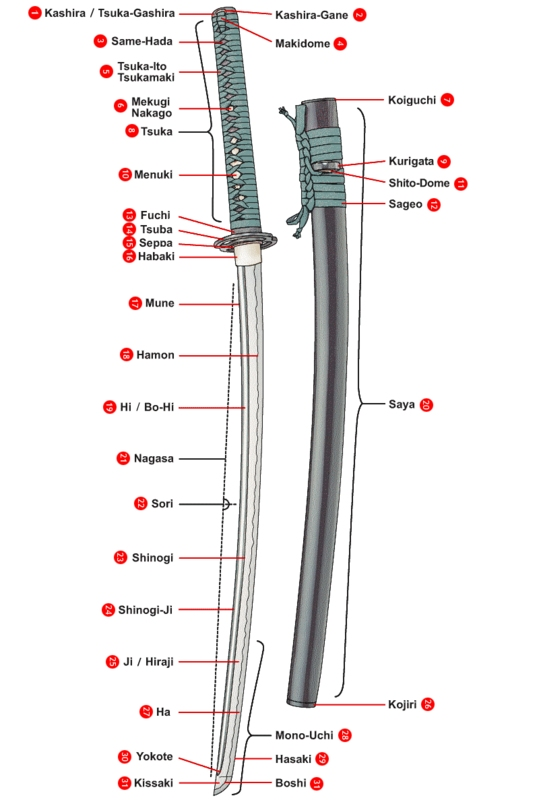
日本刀と拵え（打刀）

刀剣のうち、片刃のものを刀と呼び、諸刃のものをさして剣と呼ぶのが漢字の字義からは正しい。ただし、日本語およびその文化では、広義の「剣」は刀も含めた刀剣類全般を指す言葉として用いられる。これは、日本刀の発明以後、諸刃の剣が完全に廃れてしまい、日本では区別する必要がなくなったためである。
日本で古墳時代まで鉄を作る技術がなかったため、そのころまでの剣は中国大陸や朝鮮半島からの輸入品と考えられるが、日本の剣は古墳時代までは直刀（反りがなくまっすぐな剣）が主流で、これは上古刀と呼ばれる。上古刀が、そりがある日本刀の前身となった。
平安時代前期ころ、西暦でいえば10世紀ころに、折り返し鍛錬で鍛造された、片刃で反りがある刀である日本刀が誕生し、平安中期ころから普及したと考えられている。
なお、特殊なものを除き一般的な刀剣は、突いたり斬ったりするのに一番重要なのは切先から10-30 cmあたりである。数打ちといわれるような大量生産されたものの中には最低限の刃しか付いていないものもある。
日本で剣という字は、剣術、剣道、剣技、真剣などで使われ、剣と書いて「つるぎ」と読ませることもある。刀という字は抜刀術、日本刀、木刀などで使われる。剣は刃のついた手持ちの武器を指すための基本的な文字であること、日本が古墳時代まで大陸から輸入した剣を使っていた歴史があること、平安期から日本独特の片刃でそりのある日本刀を作るようになりそれが主流になり、それを使いこなす技術も独自に開発した歴史など、いろいろなことが影響している。片刃が主流となった日本では、片刃諸刃の両方を含める総称、洋の東西を問わず、刃のついた手持ちの武器の総称として刀剣も使うようになった。

## 象徴としての剣
剣は、神話や伝説中ではしばしば魔法の力を持つなどとされることがある。また、そうした超常的な力を持たずとも、剣そのものの作りや由来によって、武力や権力の象徴として描かれているものも数多い。
- エクスカリバー - アーサー王伝説に登場する聖剣。
- デュランダル - 中世叙事詩『ローランの歌』に登場する聖剣
- クォデネンツ - ロシアの伝説においてイワン王子などが持つ、自ら動いて敵を攻撃する魔剣の総称。またの名をサモショーク（別々の剣とする説もあり）。
- スケヴニング - 北欧最高と謳われた、王権としても象徴される剣。
- カラドボルグ - ケルト神話のアルスター伝説に登場するエリンの魔剣。
- グラム - 北欧神話の古エッダに登場する選定の剣。
- アシ - インド伝説の神の蓮の剣。
- チャンドラハース - インド神話の羅刹の王・ラーヴァナの剣。
- ミームング - ゲルマンのディートリッヒ伝説において、ィーランド（ヴェルンド）が鍛え、彼の息子ヴィテゲに与えた剣。
- クリューサーオール - イギリスの叙事詩「妖精の女王」に登場する騎士・アーティガルが持つ金の剣。
- アチャルバルス - キルギスのマナスが持つ剣。
- ズスカラ - ナルト叙事詩において、武器の神サファが造り、大英雄バトラズが奪い取った魔法の剣。
- ズルフィカール - 正統カリフのアリー・イブン・アビー・ターリブが使用した剣。イスラム圏では伝説の名剣とされる。
- シュチェルビェツ - 「ぎざぎざのある剣」という意味で、ポーランド王国で、国王の戴冠式で使われた剣。
- ティソーナ - スペインの英雄エル・シッドの使用した剣。
- 天叢雲剣（あまのむらくものつるぎ） - 八咫鏡・八尺瓊勾玉と共に、天皇の位を継ぐために必要な三種の神器の1つ。
- 七星剣 - 北斗七星が意匠された剣。

## 描写された刀剣

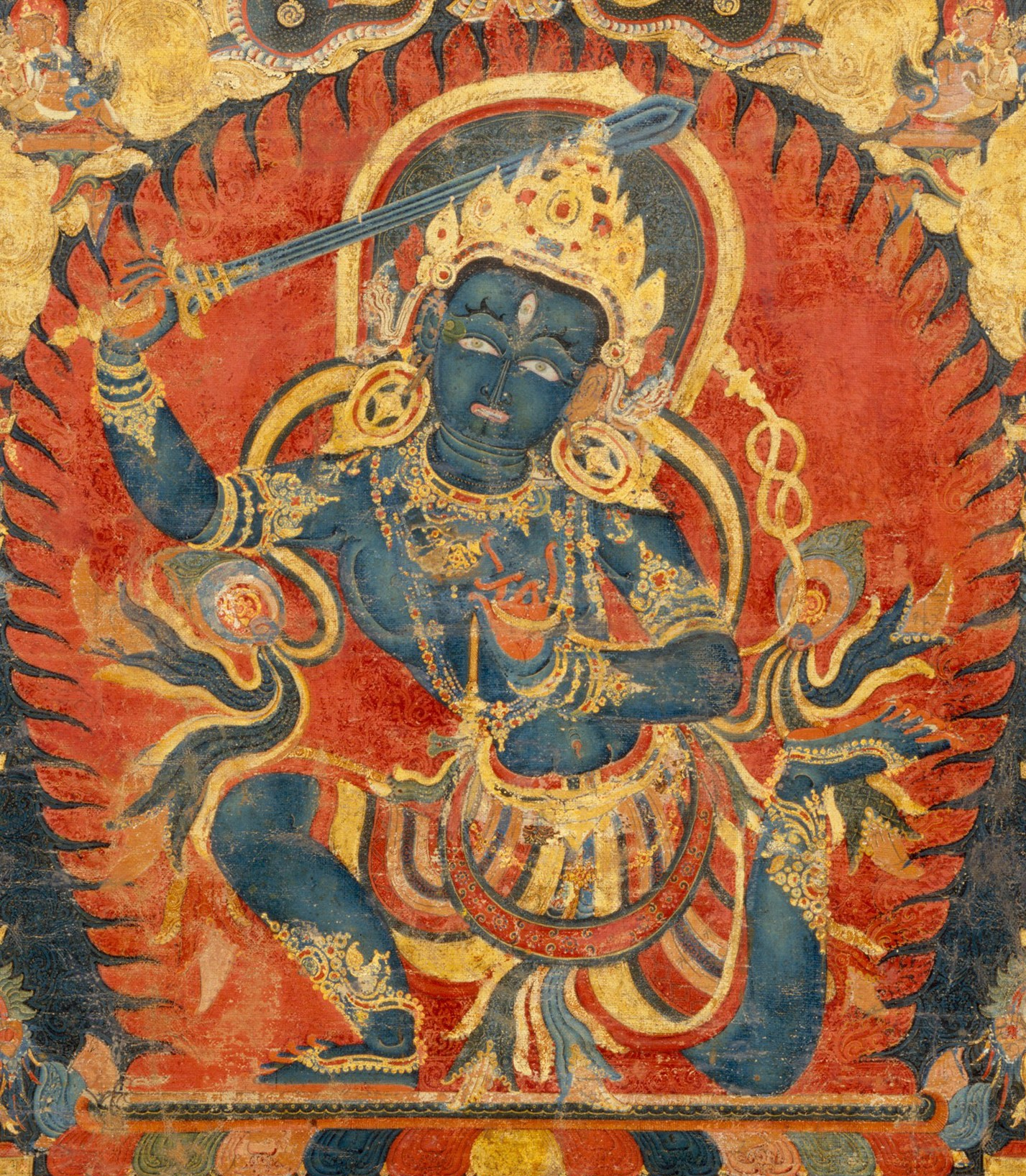
1
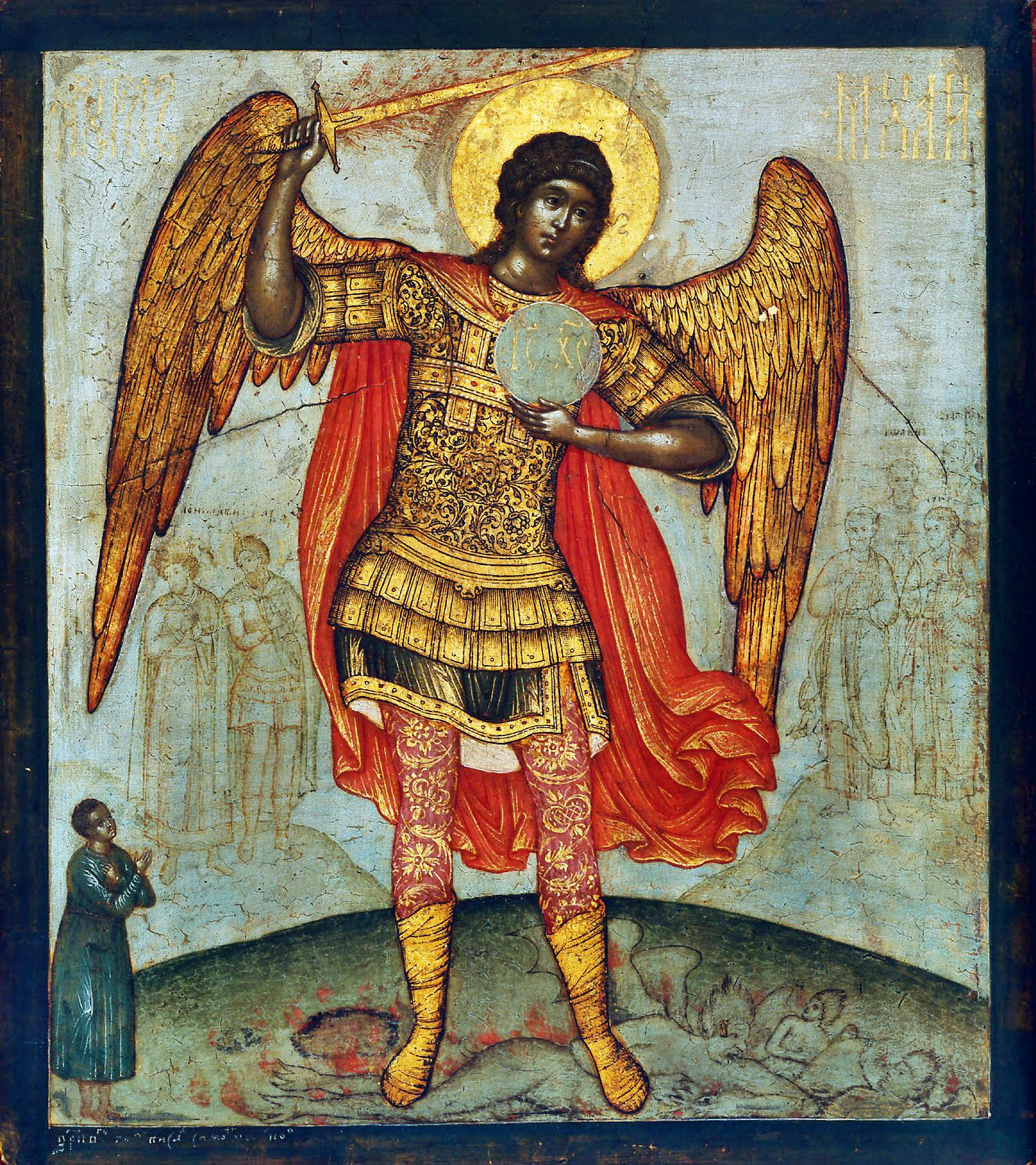
2
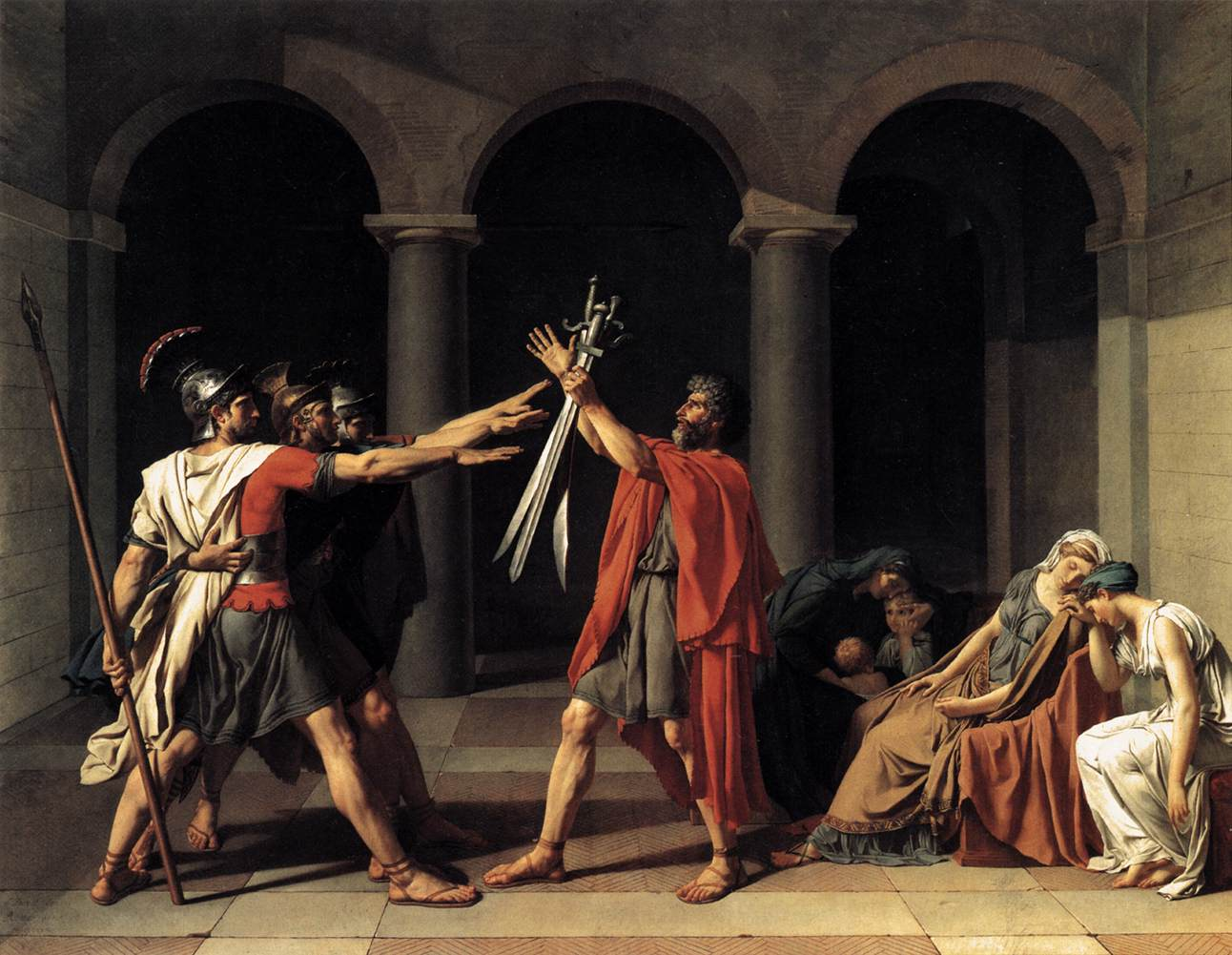
3
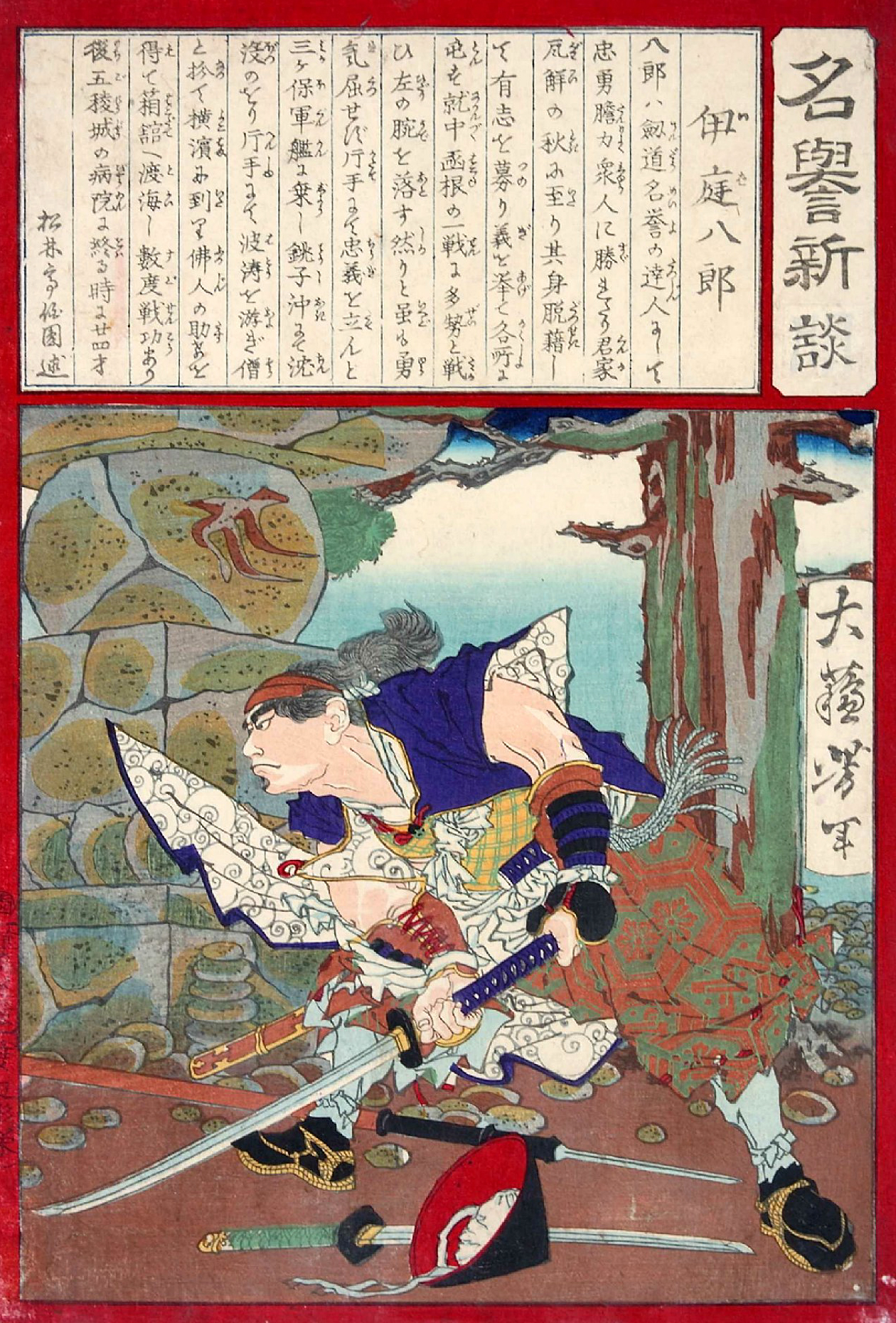
4
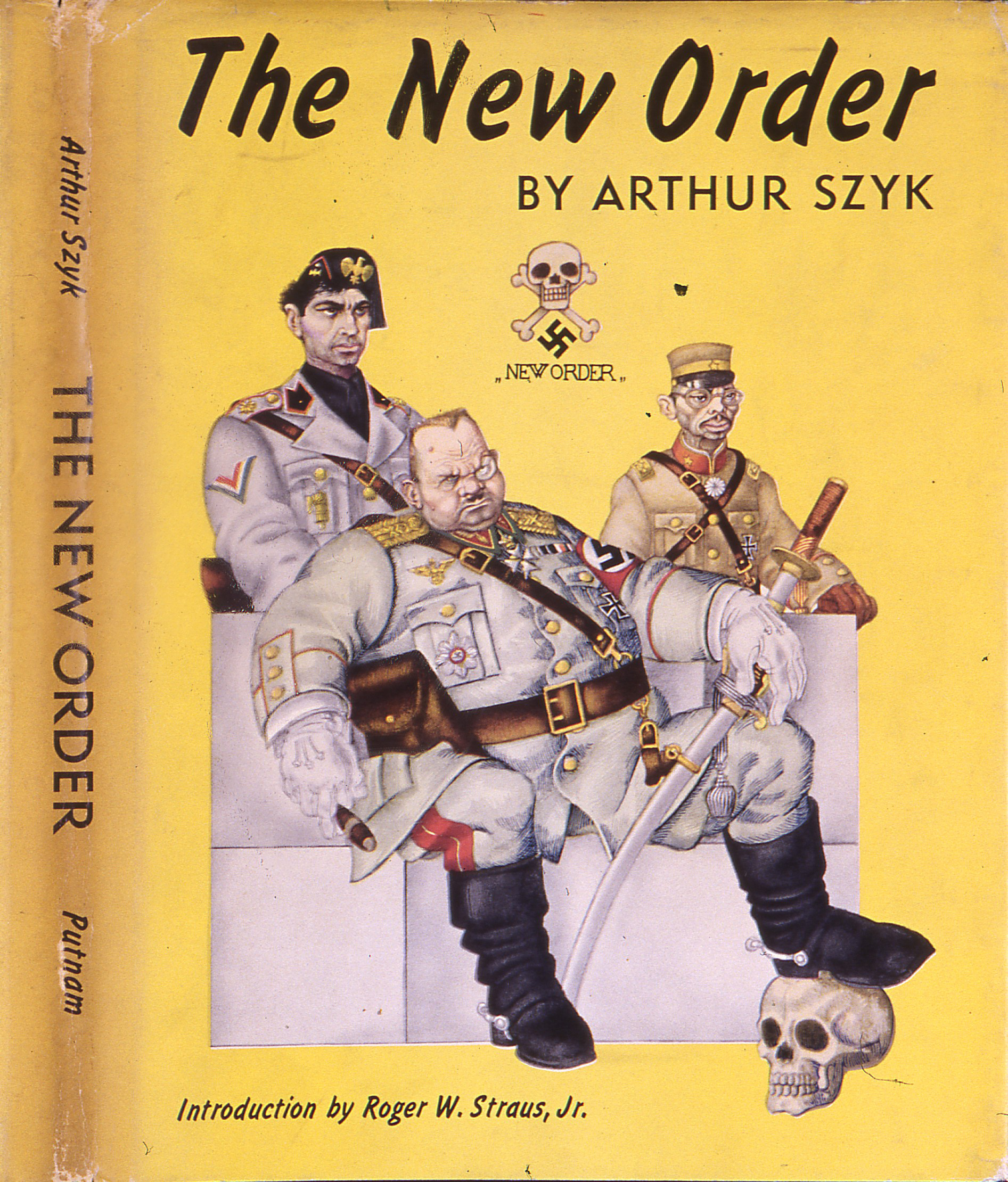
5
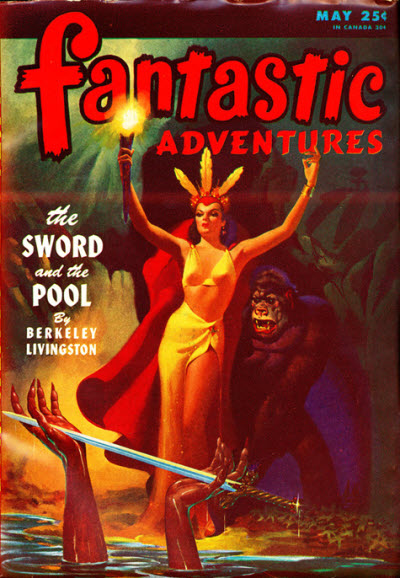
6
7

- 1. アカラの仏画（部分）

15世紀の作。アカラ (Acala) はネパールの密教における守護仏であり、魔を退散せしめ人の心のうちの煩悩や因縁を断ち切らんとして降魔の剣を振るう。日本密教における不動明王と同根に当たる如来である。
- 2. 大天使ミカエルのイコン

シモン・ウシャコフによる1676年の作。黄金色に光り輝く大天使は、剣を振りかざし、東方教会のキリストグラム "ICXC (cf. en:Christogram#ICXC)" を掲げつつ、有翼の悪魔を踏み付けにしている。
- 3. ジャック＝ルイ・ダヴィッド『ホラティウス兄弟の誓い』

1784年作の油彩画で、新古典主義絵画の傑作。描かれているのは、王政ローマの英雄ホラティウス三兄弟と父王トゥッルス・ホスティリウスで、アルバ・ロンガとの戦い（近隣の都市国家アルバ・ロンガとの存亡戦）に臨む三兄弟が父の前で出陣の儀式を執り行っている。父は息子達の剣を掲げ持ち、息子達はローマ式の敬礼をしている。史実としての古代ローマにこのような敬礼は存在しなかったが、名画の影響力は絶大で、史実に基づいていると信じられた。20世紀にイタリアのムッソリーニらがこれを“復活”させるとナチス・ドイツも採り入れた（ナチス式敬礼）。
- 4. 月岡芳年『名誉新談 伊庭八郎』

1874年（明治7年）刊行の武者絵揃物の一図。幕末の幕臣で隻腕の剣客として知られる伊庭八郎の、片腕を失う前の姿を描いている。
- 5. アーサー・ジーク（英語版）の著書『ニュー・オーダー (The New Order )』の表紙

ニューヨークの新聞社より1941年7月刊行。イラストはポーランド系アシュケナジムであるアーサー・ジークが第二次世界大戦中に描いた枢軸国の指導者達。描き方は「枢軸国の三悪人」といったふうで、ドイツのヘルマン・ゲーリング（中央）と日本の東條英機（画面右）は象徴的に刀を携えている。
- 6. パルプマガジン『ファンタスティック・アドベンチャーズ』1946年5月号の表紙

SF小説の一場面として描かれているが、湖の中から仰々しく差し出されている剣のモデルは聖剣エクスカリバーと考えられる。
- 7. フィンランドの国章

紋章学でいうところの「ライオン・ランパント (lion rampant) 」(cf.) の特殊な派生形態である「（王冠を頂き）剣を持つ両足立ちの獅子」。国章として1978年に制定されたが、このランパントはヨハン3世の時代（16世紀後期後半）に用いられ始めたと考えられる。

## コンピュータゲームの剣
コンピュータゲーム、特にファンタジーや中世を舞台にしたロールプレイングゲームなどでは、刀剣は最も登場頻度の高い武器であり、ゲーム内では最も優秀で一般的な主力近接武器として扱われがちである。実際の戦場ではハルバートなどの長柄武器の方が剣に比べてリーチや機能性といった点で圧倒しているため、決闘でもない限りほとんどの剣はサブウェポンの域を出ないと思われがちだが、盾と刀剣類（斧や打撃武器も）、両手剣（大剣）、長巻などの長柄刀剣、南北朝期や室町期の打物騎兵や近世・近代ヨーロッパの剣騎兵やサーベル騎兵など少なからず、刀剣類がメインウェポンとして利用された実例がある（中世ヨーロッパや中世後期の日本などの治安の悪い地域では、平時あっても強盗や乱闘が発生し、護身の必要性などから、日常の武器としてよく用いられ、身分の貴賤を問わず携帯する者が多かった）。ゲームによっては長短や種類・属性などで分類され、それぞれに特徴的な性質を持たせる。非力な魔法使いは長剣や刀は使えないなど、キャラクターによっては扱える種類があるなどの設定を加えることもある。